# Parlamento Latinoamericano
El Parlamento Latinoamericano y Caribeño (Parlatino) fue creado el 10 de diciembre de 1964 mediante la Declaración de Lima y posteriormente institucionalizado el 16 de noviembre de 1987, en la ciudad de Lima, Perú. Es un organismo intergubernamental de ámbito regional, permanente y unicameral. Sus idiomas oficiales son el español, el portugués y el  neerlandés. Su sede permanente está en Panamá.
Según uno de los párrafos de la declaración de Lima, es una «institución democrática de carácter permanente, representativa de todas las tendencias políticas existentes en nuestros cuerpos legislativos; y está encargada de promover, armonizar y canalizar el movimiento hacia la integración».

## Organismo
- La Asamblea
- La Junta Directiva. integrada por Presidente, un Presidente Alterno, un Secretario General, un Secretario General Alterno, un Secretario de Comisiones, un Secretario de Relaciones Interparlamentarias y un Secretario de Relaciones Interinstitucionales y por veintidós Vicepresidentes, cada uno de ellos por país miembro.
- Las Comisiones Permanentes
- La Secretaría General.

## Principios del Parlatino
El Parlamento tiene los siguientes principios permanentes e inalterables:
1. La defensa de la democracia;
2. La integración latinoamericana;
3. La no intervención;
4. La autodeterminación de los pueblos;
5. La pluralidad política e ideológica como base de una comunidad latinoamericana democráticamente organizada;
6. La igualdad jurídica de los Estados;
7. La condena a la amenaza y al uso de la fuerza contra la independencia política y la integridad territorial de cualquier Estado;
8. La solución pacífica, justa y negociada de las controversias internacionales;
9. La prevalencia de los principios de derecho internacional referentes a las relaciones de amistad y a la cooperación entre los Estados.

## Propósitos

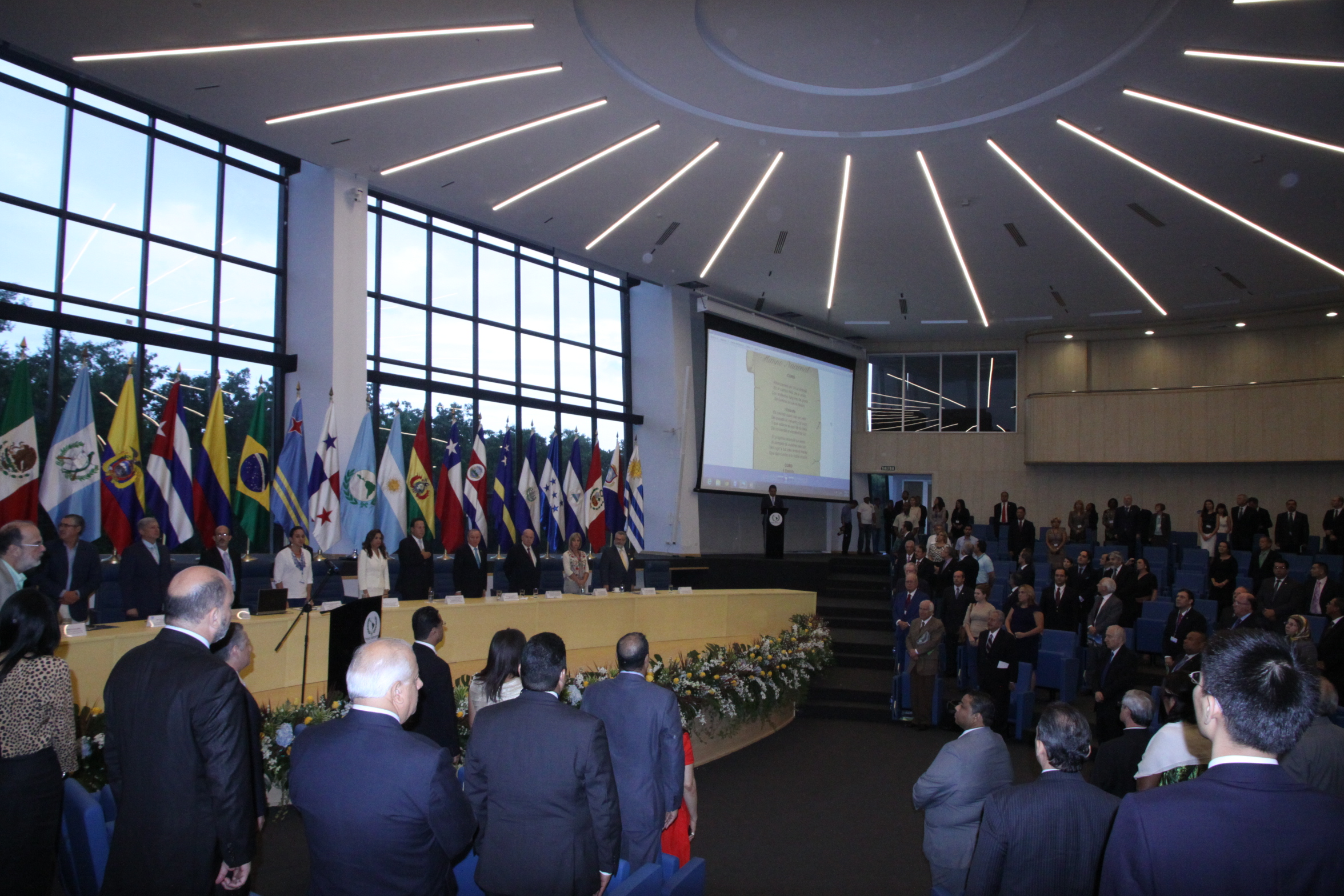
Asamblea Conmemorativa del 50 aniversario del Parlamento Latinoamericano.

El Parlamento tiene, entre otros, los siguientes propósitos:
1. Fomentar el desarrollo económico y social de la comunidad latinoamericana y pugnar porque alcance la plena integración económica, política, social y cultural de sus pueblos;
2. Defender la plena vigencia de la libertad, la justicia social, la independencia económica y el ejercicio de la democracia representativa y participativa, con estricto apego a los principios de la no intervención y de la libre autodeterminación de los pueblos;
3. Velar por el estricto respeto a los derechos humanos;
4. Luchar por la supresión de toda forma de colonialismo, neocolonialismo, racismo y cualquier otra clase de discriminación en América Latina;
5. Oponerse a la acción imperialista en América Latina, recomendando la adecuada legislación normativa y programática que permita a los pueblos latinoamericanos el pleno ejercicio de la soberanía sobre su sistema económico y sus recursos naturales;
6. Estudiar, debatir y formular políticas de solución a los problemas sociales, económicos, culturales y de política exterior de la comunidad latinoamericana;
7. Contribuir a la afirmación de la paz, la seguridad y el orden jurídico internacionales, denunciando y combatiendo el armamentismo y la agresión de quienes sustenten la política de la fuerza, que son incompatibles con el desarrollo económico, social, cultural y tecnológico de los pueblos de América Latina;
8. Canalizar y apoyar las exigencias de los pueblos de América Latina, en el ámbito internacional, respecto al justo reconocimiento de sus derechos;
9. Propugnar el fortalecimiento de los Parlamentos de América Latina, garantizando así la vida constitucional y democrática de los Estados, como también propiciar, sin perjuicio del principio de la no intervención, el restablecimiento de aquellos que hayan sido disueltos;
10. Mantener estrechas relaciones con los Parlamentos subregionales de América Latina;
11. Mantener relaciones con Parlamentos de todas las regiones geográficas, así como con Organismos internacionales;
12. Difundir la actividad legislativa de sus miembros;
13. Luchar en favor de la cooperación internacional, como medio para instrumentar y fomentar el desarrollo armónico de la comunidad latinoamericana, en términos de bienestar general;
14. Promover el estudio y desarrollo del proceso de integración de América Latina hacia la constitución de la Comunidad Latinoamericana de Naciones; y,
15. Promover, en consecuencia, el sistema de sufragio universal directo y secreto, como manera de elegir a los representantes que integren, por cada país, el Parlamento Latinoamericano.

## Estados miembros
| - Argentina - Bolivia - República Federativa de Brasil - Chile - Colombia - Costa Rica - Cuba - República Dominicana | - Ecuador - El Salvador - Guatemala - Honduras - México - Nicaragua - Panamá - Paraguay | - Perú - Surinam - Uruguay - Venezuela - Aruba(PB) - Curazao (PB) - San Martín(PB) |

(PB) País constituyente del Reino de los Países Bajos
Los estados integrantes eligen, por medio de sus asambleas o congresos legislativos, a sus representantes ante el Parlatino, o en algunos casos por elección directa de los ciudadanos mediante el voto; cada delegación nacional tiene un máximo de 12 integrantes. Si lo eligen los parlamentos, su integración debe ser proporcional a los partidos políticos o grupos parlamentarios de sus respectivas asambleas legislativas.

## Presidentes
| N.° | Nombre                          | País                  | Inicio                   | Final                    | Notas                                                  |
| --- | ------------------------------- | --------------------- | ------------------------ | ------------------------ | ------------------------------------------------------ |
| 1   | Sen. Ramiro Prialé Prialé       | Perú                  | 10 de diciembre de 1964  | 14 de julio de 1965      | Presidente de la Asamblea Constitutiva del Parlamento. |
| 2   | Dip. Luis León                  | Argentina             | 14 de julio de 1965      | 26 de abril de 1967      |                                                        |
| 3   | Dip. Ulysses Guimarães          | Brasil                | 26 de abril de 1967      | 20 de junio de 1968      |                                                        |
| 4   | Rep. Ramiro Andrade             | Colombia              | 20 de junio de 1968      | 4 de agosto de 1969      |                                                        |
| 5   | Dip. Jorge Dáger                | Venezuela             | 4 de agosto de 1969      | 6 de diciembre de 1972   |                                                        |
| 6   | Sen. Tomás Pablo                | Chile                 | 6 de diciembre de 1972   | 21 de septiembre de 1973 | Renunció tras el golpe de Estado en Chile.             |
| —   | Dip. Arturo Hernández Grisanti  | Venezuela             | 30 de septiembre de 1973 | 17 de febrero de 1975    | Interino (vicepresidente).                             |
| 7   | Sen. Ítalo Luder                | Argentina             | 17 de febrero de 1975    | 24 de marzo de 1976      | Renunció tras el golpe de Estado en Argentina.         |
| —   | Dip. Ricardo Elhague            | Antillas Neerlandesas | 25 de marzo de 1976      | 25 de abril de 1977      | Interino (vicepresidente).                             |
| 8   | Dip. Víctor Manzanilla Schaffer | México                | 25 de abril de 1977      | 16 de julio de 1979      |                                                        |
| 9   | Rep. Jorge Mario Eastman        | Colombia              | 16 de julio de 1979      | 1979                     | Renunció en 1979.                                      |
| —   | Sen. Gilberto Ávila Bottia      | Colombia              | 1979                     | 20 de agosto de 1982     | Interino (presidente alterno).                         |
| 10  | Sen. Nelson Carneiro            | Brasil                | 20 de agosto de 1982     | 19 de junio de 1985      |                                                        |
| 11  | Sen. Luis León                  | Argentina             | 19 de junio de 1985      | 23 de agosto de 1988     |                                                        |
| 12  | Sen. Humberto Peláez Gutiérrez  | Colombia              | 23 de agosto de 1988     | 31 de julio de 1991      |                                                        |
| 13  | Sen. Humberto Celli Gerbasi     | Venezuela             | 31 de julio de 1991      | 7 de diciembre de 1995   |                                                        |
| 14  | Sen. Juan Adolfo Singer         | Uruguay               | 7 de diciembre de 1995   | 17 de marzo de 2000      |                                                        |
| 15  | Sen. Beatriz Paredes Rangel     | México                | 18 de marzo de 2000      | 8 de noviembre de 2002   |                                                        |
| 16  | Dip. Ney Lopes de Souza         | Brasil                | 8 de noviembre de 2002   | 8 de diciembre de 2006   |                                                        |
| 17  | Sen. Jorge Pizarro              | Chile                 | 11 de diciembre de 2006  | 3 de diciembre de 2010   |                                                        |
| 18  | Dip. Elías Castillo             | Panamá                | 3 de diciembre de 2010   | 16 de mayo de 2015       |                                                        |
| 19  | Sen. Blanca Alcalá              | México                | 16 de mayo de 2015       | 10 de julio de 2017      |                                                        |
| 20  | Sen. Jorge Pizarro              | Chile                 | 14 de junio de 2019      | diciembre de 2021        |                                                        |
| 21  | Sen. Silvia Giacoppo            | Argentina             | 11 de febrero de 2022    | 10 de diciembre de 2023  |                                                        |
| 22  | Dip. Rolando González Patricio  | Cuba                  | 10 de diciembre de 2023  | en el cargo              |                                                        |